# Thallarcha gradata
Thallarcha gradata är en fjärilsart som beskrevs av Lucas 1890. Thallarcha gradata ingår i släktet Thallarcha och familjen björnspinnare. Inga underarter finns listade i Catalogue of Life.